# Salix × erythroflexuosa
Salix × erythroflexuosa, denominado comúnmente sauce eléctrico, es una entidad biológica híbrida perteneciente al género Salix. 

## Taxonomía
Salix x erythroflexuosa fue descrito originalmente en el año 1961 por el ingeniero agrónomo argentino Arturo Enrique Ragonese y su connacional Florentino Rial Alberti.
Holotipo
El ejemplar holotipo designado es el catalogado como: BAB00000650. Fue herborizado en septiembre de 1959, con material proveniente de un ejemplar cultivado en Castelar, provincia de Buenos Aires, Argentina. Se encuentra depositado en el herbario del Instituto Nacional de Tecnología Agropecuaria (BAB).
Etimología
Etimológicamente el término genérico Salix refiere al mismo vocablo en latín con que se conocía a los sauces, sus ramas y madera. El epíteto específico erythroflexuosa se construye con la palabra del idioma griego erythro  (ερυθρος) significa ‘rojo’ y el vocablo en latín flexuosa que se traduce como ‘curvado’.

## Descripción
Es un árbol dioico, de ramas erectas, con forma retorcida y espiralada, y ramitas flexuosas, péndulas y de superficie amarillenta o rojiza, colores que se destacan notablemente durante el invierno, época en que está desnudo de follaje. Las hojas son alternas, pecioladas (pecíolo glanduloso), de lámina retorcida u ondulada, acuminadas, de base cuneada, glabras (cuando jóvenes algo pilosas); su coloración es discolor, verde-brillante (algo glaucescente) en el haz, opacas en el envés; su forma es linear-lanceolada, con una longitud de hasta 7 u 8 cm, y el borde aserrado-glanduloso. El tronco es erecto, con corteza agrietada. El porte es tortuoso, extendido, abierto; la altura es de alrededor de 8 a 10 m y la copa, muy ramificada, alcanza un diámetro de entre 10 y 15 m. Tiene un crecimiento muy rápido y una madera liviana.

## Historia
El sauce eléctrico fue desarrollado en la provincia de Buenos Aires, Argentina. Frente a la marcada declinación que hacia mediados del siglo XX había sufrido en el delta del río Paraná las forestaciones del clon allí más cultivado —el sauce-álamo (Salix alba cv. “calva”)—, en el año 1953 se inició un plan de mejoramiento de sauces, con sede en el Centro Nacional de Investigaciones Agrícolas (CNIA), en la localidad de Castelar perteneciente al INTA. Este sauce se originó naturalmente allí, del cruce entre un ejemplar hembra del cultivar tortuoso de sauce chino (S. matsudana f. tortuosa) que se fecundó libremente con polen de un ejemplar que crecía en las inmediaciones; en un principio se creyó que fue de un pie macho de sauce triste (S. alba vitellina var. tristis), que es un cultivar del sauce blanco (S. alba), el cual se caracteriza por presentar ramitas amarillas, péndulas; posteriormente el polen se adjudicó a un híbrido entre el sauce llorón (S. babylonica) y S. alba subsp. vitellina.
Las semillas producidas fueron sembradas y las plantas obtenidas se estudiaron para ver sus características y potencialidades. El producto resultante no poseía cualidad alguna para la producción de madera, pero se destacaba por su valor estético. De esta manera, si bien el objetivo principal de los esfuerzos de ese proyecto era la obtención y mejoramiento de nuevos clones de salicáceas maderables, en forma complementaria se desarrolló este sauce de importancia ornamental.
En el año 1961 fue publicada su descripción y el dibujo de sus rasgos identificatorios. Posteriormente, comenzó a ser difundido en la propia Argentina, logrando una notable acogida. Se enviaron estacas a países del Cono Sur (Brasil, Chile, Uruguay) así como a otros europeos (Austria, España, Francia, Italia), desde donde logró una amplia difusión en Europa Occidental. En especial, los viveros comercializan plantas implantadas, mediante un injerto alto, sobre ejemplares de algún clon de sauce de tronco recto, de esa manera se obtienen ejemplares de mayor vistosidad. Logró una especial difusión en los jardines de rocalla. Puede ser fácilmente multiplicado por estacas; sufre el ataque de pulgones.